# Адан Канто
Адан Канто (англ. Adan Canto, нар. 5 грудня 1981, Сьюдад-Акунья, Коауїла, Мексика — 8 січня 2024, Лос-Анджелес, Каліфорнія, США) — мексиканський актор. Він зіграв Санспота в супергеройському фільмі «Люди Ікс: Дні минулого майбутнього» 2014 року, Пола Торреса в драматичному серіалі «Послідовники». Він з’явився в ролі Родріго Бонілли в драматичному серіалі «Нарко», Аарона Шора в політичній драмі «Останній кандидат» і грав у серіалі Fox «Прибиральниця» до самої смерті.

## Фільмографія
| Рік       |    | Українська назва                   | Оригінальна назва          | Роль            |
| --------- | -- | ---------------------------------- | -------------------------- | --------------- |
| 2009      | с  | Штат Грасіа                        | Estado de Gracia           | Леон            |
| 2010      | с  | Лос Мінондо                        | Los Minondo                |                 |
| 2010      | ф  | Гріх Пам'яті                       | Sin Memoria                | Мануель         |
| 2010      | ф  | Представляєм Лауру                 | Te Presento a Laura        | Мануель         |
| 2011      | ф  | Амар не хоче                       | Amar no es querer          | Мауро           |
| 2012      | кф | Аль Рас                            | Al Ras                     | Адан            |
| 2013      | с  | Послідовники                       | The Following              | Пол Торрес      |
| 2014      | ф  | До Завтра                          | Before Tomorrow            | Джозеф          |
| 2014      | с  | Правила змішування                 | Mixology                   | Домінік         |
| 2014      | ф  | Люди Ікс: Дні минулого майбутнього | X-Men: Days of Future Past | Санспот         |
| 2014      | с  | Істерика                           | Hysteria                   | Метт Санчес     |
| 2014      | ф  | Майже тридцять                     | Almost Thirty              | Сід             |
| 2015      | с  | Нарко                              | Narcos                     | Родріго Бонілла |
| 2015      | с  | Кров та нафта                      | Blood & Oil                | Джей Менендес   |
| 2016      | с  | Другий шанс                        | Second Chance              | Коннор Графф    |
| 2016      | с  | Пастка                             | The Catch                  | Джеффри Блум    |
| 2016—2019 | с  | Останній кандидат                  | Designated Survivor        | Аарон Шор       |
| 2017      | ф  | Аманда і Джек                      | Amanda & Jack Go Glamping  | Нейт            |
| 2020      | ф  | 2 серця                            | 2 Hearts                   | Хорхе Болівар   |
| 2020      | ф  | Синці                              | Bruised                    | Десі            |
| 2021      | ф  | Хребет диявола                     | The Devil Below            | Даррен          |
| 2022      | ф  | Гра агентів                        | Agent Game                 | Кравінскі       |
| 2022—2024 | с  | Прибиральниця                      | The Cleaning Lady          | Арман Моралес   |